# Будьте напоготові, Ваша високосте!
«Будьте напоготові, Ваша високосте!» (рос. «Будьте готовы, Ваше высочество!») — український радянський повнометражний дитячий фільм 1978 року режисера Володимира Попкова. Знятий за мотивами однойменної повісті Льва Кассіля.

## Сюжет
До піонерського табору на узбережжі Чорного моря приїжджає відпочивати малолітній принц із східної країни Джунґахори. Король — старший брат принца — вирішує, що принцу буде корисно пожити серед простих радянських дітей. Принцу належить навчитися багато чому, з чим він раніше не стикався в своїй країні, і знайти вірних друзів.

## У ролях
- Ельхан Джафаров — принц Деліхьяр Сурамбук, пізніше король Деліхьяр V
- Тетяна Данилова — Тоня Пашухіна
- Григорій Толочко — Тараско Бобунов
- Валерій Єгоров — Гелька Пафнулін («граф Нулін»)
- Олександр Гуляєв — Слава
- Олег Веселий — Вітя
- Оксана Бондаренко — Зюзя
- Дмитро Франько — Михайло Борисович Кравчуков, директор табору
- Андрій Праченко — Юра, вожатий
- Сергій Шеметило — заступник директора табору
- Ірина Мазур — тренер
- Вітольд Янпавліс — представник
- Лев Окрент — посол Джунґахори
- Юрій Рудченко
- Вадим Іллєнко

## Творча група
- Автори сценарію: Володимир Григор'єв, Марко Розовський
- Режисер-постановник: Володимир Попков
- Оператор-постановник: Микола Журавльов
- Художник-постановник: В'ячеслав Капленко
- Композитор: Марко Кармінський
- Текст пісень: Марк Ентін
- Звукооператор: Ю. Горецький
- Режисер: Вітольд Янпавліс
- Оператор: В. Гапчук
- Художник по костюмах: Світлана Побережна
- Художник по гриму: І. Журавльова
- Редактор: Марина Меднікова
- Режисер монтажу: Тамара Сердюк
- Комбіновані зйомки: оператор — Валерій Осадчий, художник — Михайло Полунін
- Директор картини: Ілля Фідман

## Цікаві факти
- Зйомки фільму проходили в Криму у Всесоюзному дитячому оздоровчому таборі «Артек».
- Сюжетом для фільму послужила реальна подія. У 1976 році табір «Артек» відвідав принц Реза Кір Пехлеві, старший син останнього іранського шаха Мохаммеда Рези Пахлаві.